# دنيس موريسون
دنيس موريسون (بالإنجليزية: Dennis Morrison)‏ هو لاعب كرة قدم أمريكية أمريكي، ولد في 18 مايو 1951 في بيكو ريفيرا في الولايات المتحدة.

## روابط خارجية
- دنيس موريسون على موقع مرجع كرة القدم المحترفة.كوم (الإنجليزية)